# Het Belang van Limburg
Het Belang van Limburg (HBVL) is een Belgisch dagblad dat net als Gazet van Antwerpen, De Standaard en Het Nieuwsblad / De Gentenaar wordt uitgegeven door Mediahuis. Het Belang profileert zich als Limburgs en christelijk.
Het is een uitgesproken provinciale krant, afgestemd op Belgisch-Limburg. Het blad heeft een oplage van net geen 100.000 exemplaren (2015) wat voor een provincie met ongeveer 850.000 inwoners een erg hoge penetratiegraad oplevert. In 2006 schakelde de krant over naar het kleinere tabloidformaat, wat gepaard ging met een aanpassing van de structuur en lay-out van de krant. De hoofdredacteur van Het Belang van Limburg is Indra Dewitte.

## Geschiedenis
Op 6 december 1879 richtten de broers Nicolaas en Jozef Theelen het opinieblad Het Algemeen Belang der Provincie Limburg op. Ze maakten de krant tot de Eerste Wereldoorlog en moesten toen stoppen. Na de oorlog richtte de zoon Frans Theelen (1885-1971) verschillende kranten op, en in 1927 richtte hij de drukkerij "Uitgeverij Concentra" op. Op 1 januari 1933 ontstond het blad met de huidige naam door samensmelting van die verschillende regionale weekbladen en vanaf toen verscheen het dagelijks. Vanaf dat jaar werd Hubert Leynen de eerste hoofdredacteur van Het Belang. Tijdens de bezetting verscheen de krant niet. In 1953 vertrouwde Theelen het bedrijf toe aan Jan Baert, die getrouwd was met de dochter van zijn zus, Antonia Theelen. Tegelijkertijd reorganiseerde hij zijn bedrijf tot de N.V. Concentra, waarvan hij tot aan zijn dood in 1971 afgevaardigde-beheerder bleef. Toen Baert in 1986 overleed, was Concentra uitgegroeid tot een belangrijke multimediale onderneming, die naast een krant ook verscheidene huis-aan-huisbladen uitgeeft, participeert in niet-openbare lokale radio's (via Cobra) en allerhande activiteiten ontplooit op het gebied van de distributie en de verwerking van informatie. In 1996 werd Concentra de partner van de N.V. De Vlijt in de toen opgerichte Regionale Uitgeversgroep (R.U.G.), die onder andere Gazet van Antwerpen uitgeeft en waarin Concentra in 1997 een meerderheidsparticipatie nam. In 2013 richtte Concentra samen met Corelio de nieuwe groep Mediahuis op.

## Structuur

### Redactie
| Tijdspanne   | Hoofdredacteur                                     |
| ------------ | -------------------------------------------------- |
| 1933 - 1976  | Hubert Leynen                                      |
| 1976 - 1985  | Hugo Camps                                         |
| 1985 - 1986  | Richard Swartenbroekx & Luc Van Loon               |
| 1986 - 1990  | Richard Swartenbroekx & Luc Van Loon & Marc Platel |
| 1990 - 1997  | Richard Swartenbroekx & Marc Platel                |
| 1997 - 2000  | Richard Swartenbroekx & Marcel Grauls              |
| 2000 - 2002  | Richard Swartenbroekx & Ivo Vandekerckhove         |
| 2002 - 2015  | Ivo Vandekerckhove                                 |
| 2015 - 2021  | Ivo Vandekerckhove & Indra Dewitte                 |
| 2021 - heden | Indra Dewitte                                      |

## Oplage en verkoop
| Naam               | 2007    | 2008    | 2009    | 2010    | 2011    | 2012    | 2013    | 2014    | 2015    | 2016   | 2017   | 2018   |
| ------------------ | ------- | ------- | ------- | ------- | ------- | ------- | ------- | ------- | ------- | ------ | ------ | ------ |
| Oplage - Print     | 111.428 | 112.346 | 113.494 | 112.076 | 112.861 | 108.603 | 103.263 | 100.716 | 105.000 | 98.087 | 97.000 | 91.000 |
| Verkoop - Print    | 98.780  | 98.433  | 98.160  | 98.091  | 97.658  | 94.727  | 91.695  | 90.008  | 88.935  | 86.953 | 84.123 |        |
| Verkoop - Digitaal | 0       | 0       | 0       | 0       | 414     | 738     | 1.983   | 4.352   | 6.042   | 5.885  | 5.989  |        |
| Verkoop - Totaal   | 98.780  | 98.433  | 98.160  | 98.091  | 98.072  | 95.465  | 93.678  | 94.360  | 94.977  | 92.838 | 90.112 |        |

Bron: CIM